# Cratere Debes
Debes è un cratere lunare di 31,92 km situato nella parte nord-orientale della faccia visibile della Luna, a nord del Mare Crisium e a nord-ovest dei crateri Tralles e Cleomedes.
Questo cratere è unito al cratere Debes A tramite un'interruzione del bordo meridionale, mentre il margine occidentale tocca il Debes B, dando luogo ad una formazione tripla. Questo cratere è molto eroso e consumato, con un forte contrasto con l'accidentato Tralles. Il pianoro interno è livellato e povero di caratteristiche.
Il cratere è dedicato al geografo tedesco Ernest Debes.

## Crateri correlati
Alcuni crateri minori situati in prossimità di Debes sono convenzionalmente identificati, sulle mappe lunari, attraverso una lettera associata al nome.
| Debes | Coordinate            | Diametro (in km) |
| ----- | --------------------- | ---------------- |
| A     | 28°42′36″N 51°28′12″E | 34,27            |
| B     | 28°55′12″N 50°31′48″E | 19,57            |